# Револуција јасмина
Побуна у Тунису је име револуције у Тунису која је започела крајем 2010, а настављена у 2011. године, такође позната као револуција јасмина.
Протести почели 18. децембра 2010, дан након што се трговац Мухамед Буазизи спалио у свом ауту. Након тога су уследиле жалбе и иницијални захтеви социјалне природе: суспензија полицијског насиља, смањење незапослености младих, смање цене хране, повећање минималне зараде, борба против корупције и побољшање услова живота. Уследили су протести који брзо из социјалног карактера прерастају у политички, којим се тражи уклањање аутократског режима председника, увођење демократије и слободе изражавања.
Протести су најјачи талас социјалних и политичких немира у Тунису у последње три деценије. Они доводе до бекства председника Зине ел Абидин Бен Али, који се после 23 године повукао са власти, напустивши Тунис 14. јануара 2011.
После бекства бен Алија, формирана је привремена влада, укључујући и чланове владајуће странке КДО у неким министарствима и чланове опозиције у другима. Влада је требало да обавља техничке послове до нових избора, 60 дана после реформи старог режима. Међутим, пет опозиционих министара напустили су владу готово одмах и 21. јануара 2011 су наставили са уличним протестима у Тунису и другим градовима и тражили нове да буде распуштена влада у којој ће бити министри из странке бен Алија. У устанку је изгубило живот 220 жртава, а 94 је рањено. 6. фебруара, КДО је распуштена.
Протести у Тунису су познати под називом као Туниска револуција достојанства. У западним медијима се ови догађаји обично називају Јасмин револуција.

## Узроци
Председник Туниса Бен Али управљао је Тунисом од 1987. Његова влада, критикована је од стране медија и невладиних организација, али је подржан од стране Сједињених Држава и Француске због прогона исламиста и економске политике, која је кришом посматрана као сјајан модел који се може применити у Северној Африци и његова лојалност америчким савезницима. Као резултат тога, бен Алијево излагање злоупотребама је довело до масовних протеста широм земље, пада владе и бекства бен Алија. Према изворима Ал Џазире, широм Туниса су примљене поруке подршке Буазизи Твитер, које су упућене активистима у овом делу света, са многим.
Ал Џазира је искористила устанак, описујући немире као комбинацију сиромаштва, незапослености и политичке репресије. Три карактеристике већине арапских друштава је велика корупција, дуга и аутократска владавина арапских лидера и већа слобода говора.

### Сиди Бузид и Мохамед Буазизи
Дана 17. децембра 2010, трговац Мухамед Буазизи извршио је самоспаљивање на тргу Сиди Бузид испред скупштине града из протеста због корупције и самовоље полиције. Ово доводи до озбиљних последица и малтретирања цивила од стране полиције у наредних неколико дана, а талас фотографија полицајаца како разбијају продавнице су преплавиле Фејсбук и Јутјуб. Буазизи је одмах пребачен у болницу у близини Туниса, где је и умро 4. јануара 2011.

## Први протести
Према изворима Ал Џазире и других медија, полиције растерује стотине младих демонстраната, користећи сузавац 18. децембра 2010. Демонстранти су се окупили испред регионалне владе у знак протеста против односа власти према Мухамеду Буазизију, који се спалио спонтано исказујући протест зато што му је полиција запленила воће и поврће, које је покушао да прода на улицама. Извештавање о догађајима у Тунису су били ограничени, па је 19. децембра град био пун полицајаца.
Дана 22. децембра, Лахсиин Нажи у знак протеста одговара глад и незапосленост, самоубиство струјом. Ремзи ал Аббуди такође је извршио самоубиство због финансијских тешкоћа, повећаног пословних владиног дуга Програм за микро-кредите. 24. децембра, Мухамед Аммари смртно је погођен у груди од стране полиције у окршајима. Други демонстранти су такође повређени, укључујући Чауки Белхосин Ел Надри постигао, ког су убили полицији у самоодбрани 30. децембра. Тада је уведен полицијски час у граду.
Касније се насиље појачало, па су против власти устали и становници Сида. Протест је 27. децембра достигао око 10.000 грађана који су укључени. Митинг, назван од стране активиста независних синдиката, био је заустављен од стране снага безбедности. Протести су се проширили на Сус, Сфакс и Мекнаси. Следећег дана Туниска федерација синдиката организује још један митинг у Гафси, који је такође блокиран од стране снага безбедности. У то време, око 300 правника започелом је штрајк у близини владине палате у Тунису. Протести су настављени 29. децембра
Дана 30. децембра, полиција је прекинула протест у Монастиру, користећи силу да ограничи ширење више демонстрација у градове Сбика и Чеба. Протесте настављају 31. децембра, адвокати и други чланови Националне Адвокатске коморе Туниса. Моктар Трифани, председник Лиге за људска права Туниса, рекао је да су адвокати у Тунису дивљачки претучен. Постоји такође информација о човеку који је покушао да изврши самоубиство у Ел Хами.
3. јануара 2011, протест у Тали против незапослености и високих цена је постао насилан. Демонстрације од 250 људи, махом студената, у знак подршке демонстрантима у Сиди Бузид, полиција је одговорила сузавцем. Као одговор, демонстранти су запалили гуме и напали канцеларије Уставног демократског јединства.
Туниске власти власти сувеле цензуру интернета преузимајући контролу над корисничким лозинкама и проверама онлајн критике. Многи владини и приватни сајтови су блокирани.

### Хапшења
Извештаји који су излагании код више корисника, међу којима је и репер Хамада бен Аоун, ухапшени су, али неки од репера и остали су касније пуштени. Удружење независних локалних медија Репортери без граница је известио да ће хапшење од најмање шест чланова и блог Активисти привући њихову пажњу да можда постоји други.
Хамама Хамами, лидер Комунистичке партије забрањене у Тунису, раднички активиста и истакнути критичар бен Алија, ухапшен је 12. јануара, али је пуштен два дана касније.

### Одговор Владе
Дана 28. децембра на националној телевизији је емитовано обраћање председника Зина ел Абидина бен Алија, критикујући људе због протеста, позивајући демонстранте, екстремисте и плаћенике и упозорио на казну. Он је такође оптужио одређене стране медије да емитују лажне оптужбе без доказа, на основу дезинформација медија. Његова примедбе су биле игнорисане и протести су настављени.
Дана 29. децембра, Бен Али уклања министра комуникација Осаму Ромданија и најавио промене у министарским местима у области трговине и заната, верских послова, комуникација и омладине. Следећег дана је објављено да су сменили гувернера Сиди Бузида, Жендуба и Загуана.
У јануару 2011, Бен Али је рекао да ће створити 300.000 нових радних места, мада није јасно шта то значи. За протесте је рекао да рад маскираних хулигана који су напали владине зграде током ноћи, па чак и цивиле у њиховим домовима, терористички акт који се не може превазићи. Ахмед Наџиб Чеби, лидер Прогресивно Демократске странке, рекао је да, упркос званичним изјавама полиције, демонстрације су биле ненасилне.
Дана 10. јануара, влада је известила да трајно затвора све школе и универзитети у покушају да ублажи немире.
Дан пре пада Владе, Бен Али је најавио да неће променити важећи Устав и рекао да ће се због његових година повући са власти 2014.

### Бекство Бен Алија
Дана 14. јануара, Бен Али је распустио владу и прогласио ванредно стање. Званичан разлог је заштита Тунишана и њихове имовине. Забрањено је прикупљање више од троје људи на једном месту, ризикујући да буду ухапшени или снимак ако покушају да побегну. Он је такође рекао да жели изборе за шест месеци и да престану демонстрације, чији је циљ да га приморавају да се повуче. Франс24 је известио да је војска преузела контролу над аеродромом и блиским ваздушним простором земље.
Тог дана је бен Али летео на Малту из земље под заштитом Либије и стигао у Џеду, у Саудијској Арабији, након што је Француска одбила да прихвати авионе. Премијер Мохамед Гануши одмах је преузео председавање. Саудијска Арабија под називом изузетне околности широко је осудила одлуку да дају азил бен Алију, наводећи да су то учинили у подршци за безбедност и стабилност у земљи и да Саудијска одлука није наклоњена бен Алију који води дуге борбе са исламистима у Тунису. Саудијска Арабија захтева да бен Али остане ван политике, као услов. У јутро 15. јануара, Туниса државна телевизија известила да Бен Али је и званично напустио своју позицију и има власт Гануши је преузео место портпарола владе уместо Фуада Мебазе. Шеф Уставног суда Туниса, Фетије Абденадер, известио је да је бен Али напустио за добро Туниса, али да Гануши нема права да руководи парламентом у периоду од 60 дана, док се не организују нови избори за парламент. Вебаза каже да је у интересу државе да се формира јединствена влада.
Комисија за фундаменталне реформе устава и постојећих закона у организацији Бена Ијада Ачура, саслушала је и предлоге опозиције да се одложе избори за шест или седам месеци и да требају бити предмет међународног надзора.